# The Maniaks
I Maniaks sono un gruppo rock immagianario dei fumetti dalla DC Comics. Comparvero per la prima volta in Showcase n. 68 (maggio 1967), e furono creati da E. Nelson Brindwell e Mike Sekowsky.

## Storia
I Maniaks furono creati sulla falsariga dei Monkees della TV - un'altra band che aveva delle avventure, spesso durante i loro concerti. La band avrebbe conosciuto versioni immaginarie di famose celebrità, come "Janette Punchinello" (Annette Fucinello), "Rock Hutsut" (Rock Hudson), e "Twiggly" (Twiggy). Un'eccezione fu il comico Woody Allen, che comparve nella sua versione originale in Showcase n. 71.

### Power Company
I Maniaks furono una band che non ebbe comparse oltre Showcase n. 71. Silver Shannon comparve successivamente nella serie limitata The Power Company, dove ebbe il ruolo dell'assistente di Josiah Power.

## Membri
- Silver Shannon - voce principale, manager
- Philip "Flip" Folger - chitarrista, contorsionista
- Gilbert "Jangle" Jeffries - chitarrista, ventriloquo
- Byron "Pack Rat" Williams - batterista